# Lea Stevens

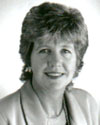
Lea Stevens

Hon. Lea Stevens (* 15. Juni 1947) ist eine australische Politikerin der Labor Party, die zwischen 1994 und 2010 Mitglied des South Australian House of Assembly sowie mehrmals Ministerin war.

## Leben
Lea Stevens absolvierte nach dem Schulbesuch ein Lehramtsstudium an der University of Adelaide, welches sie mit einem Bachelor of Science (BSc) und Diploma of Education (DipEd) beendete. Sie war daraufhin als Schullehrerin und Rektorin der Fremont-Elizabeth City High School tätig, des heutigen Playford International College. Nach dem Mandatsverzicht ihres Parteifreundes Martyn Evans am 18. Februar 1994 wurde sie bei der erforderlichen Nachwahl (By-election) am 9. April 1994 im Wahlkreis Elizabeth erstmals zum Mitglied der South Australian House of Assembly gewählt, des Unterhauses des Parlaments von South Australia, und vertrat diesen Wahlkreis bis zu dessen Auflösung zum 17. April 2006. Zu Beginn ihrer Parlamentszugehörigkeit war sie zwischen dem 1. Juli 1994 und dem 15. Januar 2002 Mitglied des Ausschusses für öffentliche Arbeiten sowie zudem vom 1. März 2001 bis zum 15. Januar 2002 Mitglied des Sonderausschusses zur Finanzierung des öffentlichen Krankenhaussystems.
Nach dem Sieg der Labor Party bei der Wahl am 9. Februar 2002 wurde Lea Stevens am 6. März 2002 in die Regierung von Premier Mike Rann berufen und bekleidete in dieser bis zum 30. Dezember 2005 das Amt als Beigeordnete Ministerin beim Premierminister für soziale Inklusion (Minister Assisting the Premier in Social Inclusion) und zugleich bis zum 4. November 2005 als Gesundheitsministerin (Minister for Health). Daneben war sie zwischen dem 6. März 2002 und dem 4. November 2005 Mitglied des Exekutivrates (Executive Council).
Bei der Wahl am 18. April 2006 wurde Lea Stevens für die ALP im neu geschaffenen Wahlkreis Little Para, der aus ihrem bisherigen Wahlkreis Elizabeth entstanden war, erneut zum Mitglied des House of Assembly gewählt. Sie vertrat diesen Wahlkreis bis zu ihrem Mandatsverzicht am 19. März 2010, woraufhin der Wahlkreis am 20. März 2010 von ihr Parteifreund Lee Odenwalder gewonnen wurde. Während ihrer letzten Legislaturperiode war sie vom 27. April 2006 bis zum 20. März 2010 sowohl Mitglied des Ausschusses für natürliche Ressourcen als auch des Ständigen parlamentarischen Ausschusses der Ländereien der Aborigines. Am 18. Mai 2006 wurde ihr der Höflichkeitstitel The Honourable verliehen. Ferner war sie zuletzt zwischen dem 24. März 2009 und dem 20. März 2010 auch Mitglied des Parlamentarischen Ausschusses für Arbeitssicherheit, Rehabilitation und Entschädigung.

## Hintergrundliteratur
- Parliament of South Australia: Statistical Record of the Legislature 1836–2007 (Memento vom 11. März 2019 im Internet Archive)